# Brahmajālasūtra
Il *Brahmajālasūtra (l'asterisco "*" prima del titolo in sanscrito intende indicare che tale titolo è "ricostruito" e non "attestato" in quella lingua; lett. "Sūtra delle rete di Brahmā"; cinese: 梵網經, Fànwǎng jīng; giapponese: Bonmō kyō; coreano: 범망경 Pŏmmang kyŏng; vietnamita: Phạm võng kinh) è un testo buddista mahāyāna inserito al T.D. 1484.24.997a–1010a nel Lǜbù, tradotto, secondo la tradizione, dal sanscrito al cinese da Kumārajīva nel 406 in due rotoli facendo parte di un testo molto più lungo, il Bodhisattvaśīlasūtra, composto in 120 rotoli e non giunto a noi, anche se diversi studiosi lo ritengono un apocrifo cinese.
Il Brahmajālasūtra non va confuso con il Brahmajalasutta conservato nel Dīgha Nikāya del Canone pāli.
Il primo rotolo tratta del Buddha Vairocana (qui inteso come manifestazione del Dharmakāya) e dei dieci sentieri che il bodhisattva deve percorrere.
Il secondo rotolo, di gran lunga il più famoso, tratta invece dei  precetti del Bodhisattva (bodhisattvasaṃvara), ovvero quelle regole, divise in "maggiori" (10) e "minori" (48), che chi, dopo aver pronunciato il voto del bodhisattva (praṇidhāna) ne intraprende il cammino di perfezionamento, deve rispettare.
Tali regole consistono in:
- "Dieci precetti maggiori" (十重戒, shízhòngjiè, giapp. jūjūkai) che corrispondono a:

1. non uccidere;
2. non rubare;
3. non procurare offese con la sessualità[1];
4. non mentire;
5. non vendere bevande alcoliche [2];
6. non parlare degli "errori" degli altri;
7. non vantarti, non sminuire gli altri;
8. non essere geloso o avaro;
9. non conservare risentimenti;
10. non insultare i Tre gioielli.

- "Quarantotto precetti minori" (四十八輕戒, sìshíbā qīngjiè, giapp. shijūhachi kyōkai) che corrispondono a:

1. non offendere il maestro e gli altri confratelli;
2. non consumare alcol e invitare coloro che lo consumano a desistere;
3. non mangiare carne;
4. non consumare aglio, allium victorialis (茖葱), scalogno, cipolle, porri, assafetida e gli altri cinque tipi di cibo speziato;
5. invitare gli altri a pentirsi dei comportamenti inadeguati;
6. richiedere sempre gli insegnamenti (Dharma) e fare le offerte;
7. non trascurare alcun insegnamento o spiegazione della "dottrina";
8. non uscire dal Mahāyāna;
9. non mancare di curare chi è malato;
10. non possedere armi;
11. non prestarsi come ambasciatore o inviato durante una guerra;
12. non praticare attività commerciali che si fondino sulla sofferenza altrui (vendita di schiavi, animali, etc.)

1. non accusare falsamente gli altri componenti del saṃgha;
2. non causare incendi;
3. non impartire alcun insegnamento che sia inferiore alla dottrina Mahāyāna;
4. non nascondere gli insegnamenti;
5. non pretendere (non insistere nella richiesta) le donazioni;
6. non insegnare ciò che non si conosce in modo adeguato;
7. non vantare sé stesso, non denigrare gli altri;
8. adoperarsi sempre per la "illuminazione" degli esseri senzienti;
9. non esercitare la violenza ed evitare la vendetta;
10. non essere arrogante;
11. non lesinare gli insegnamenti sul Dharma;
12. mettere sempre in pratica le dottrine Mahāyāna;
13. non accettare alcuna donazione per sé stessi;
14. guidare il saṃgha in modo saggio e pertinente;
15. non accettare alcun invito che danneggi il saṃgha;

1. non praticare alcuna discriminazione quando si invita qualcuno;
2. non accettare mezzi di sussistenza che risultino inadatti;
3. non compiere mediazioni negli affari dei laici;
4. aiutare i monaci sottomessi dai potenti e sottrarre alla compravendita gli oggetti sacri;
5. evitare di promuovere sofferenza agli esseri senzienti (commercio di armi, allevamento di animali per cibarsene, truffare o rubare i beni altrui);
6. non assistere a spettacoli impropri e divertimenti distraenti (lotte, giochi, etc.)
7. mai accantonare la bodhicitta, e nemmeno sospenderla per breve tempo;
8. esprimere voti a favore degli altri esseri senzienti;
9. essere pronti a sacrificare la vita pur di non tradire le proprie scelte;

1. evitare di vivere in territori pericolosi qualora si decidesse di praticare l'ascesi;
2. scegliere il posto a noi adatto durante le Assemblee del Dharma;
3. coltivare i meriti leggendo e spiegando i testi del Dharma;
4. non discriminare quando si conferiscono i precetti;
5. non insegnare per denaro, fama o potere personale;
6. non presentare i precetti a persone che seguono vie errate;
7. evitare di aggirare i precetti;
8. onorare i sutra e le regole morali;
9. non evitare di insegnare agli esseri senzienti;
10. non predicare in condizioni non adeguate;
11. non sottomettersi a leggi contrarie al Dharma.
12. non compiere azioni dannose per il Dharma.

## Il Brahmajālasūtra nel buddismo giapponese
Il Brahmajālasūtra (giapponese 梵網經 Bonmō kyō) ha un ruolo del tutto particolare nel buddismo giapponese. Tale peculiarità risiede nel fatto che in molte scuole buddiste giapponesi i monaci non vengono ordinati per mezzo del Vinaya (giapponese: 律, ritsu), segnatamente del Cāturvargīya-vinaya (Quadruplici regole della disciplina, 四分律 pinyin: Shìfēnlǜ, giapp. Shibunritsu, contiene 250 regole per i monaci e 348 regole per le monache) dell'antica scuola indiana dei Dharmaguptaka, come è costume per tutte le scuole buddiste estremo orientali, ma esclusivamente per mezzo del Bonmō kyō.
La ragione di questa scelta risiede nella riforma che il monaco giapponese Saichō  (最澄, 767-822), fondatore della scuola Tendai, intraprese nel IX secolo. Saichō propose al governo imperiale di consentire l'ordinazione dei monaci anche per mezzo del Bonmō kyō e non più solo per mezzo Shibunritsu. Il governo accolse la richiesta di questo maestro buddista dopo una settimana dalla sua morte, avvenuta nell'822.
Conserviamo un testo, il Shijō shiki (四条式), redatto da Saichō nell'819 in cui egli spiega le ragioni della sua scelta, ragioni che verranno ulteriormente precisate nel dotto Kenkairon (顯戒論), scritto nello stesso anno.
I successivi fondatori di diverse altre scuole buddiste giapponesi come quelle Zen Rinzai e Zen Sōtō, quelle del buddismo della Terra Pura e quelle del buddismo Nichiren, furono tutti monaci tendai ordinati secondo Bonmō kyō e non secondo lo Shibunritsu, tale tradizione sui "precetti" è proseguita anche nelle loro rispettive scuole.